# El gran amic gegant
El gran amic gegant (The BFG per les seves sigles en anglès) és un llibre escrit per Roald Dahl i il·lustrat per Quentin Blake que es va publicar per primera vegada en anglès el 1982. Aquest gegant ha estat esmentat en un altre llibre de Roald Dahl, Danny el campió del món, quan el papà de Danny li explica la llegenda del gegant que regalava somnis als nens. El llibre està dedicat a Olivia, la filla de Roald Dahl que va morir amb set anys d'encefalitis el 1962. El 2009 la novel·la havia venut més de 35 milions de còpies només al Regne Unit.

## Adaptacions
El 1989 es va estrenar la pel·lícula de dibuixos animats El gegant gran i bo basada en el llibre, amb David Jason fent la veu del gegant i Amanda Root fent la de Sofia.
El 2016 es va estrenar una nova adaptació en pel·lícula, feta per Steven Spielberg per a Disney i titulada El meu amic el gegant, The BFG.